# Kerkplein (Den Haag)

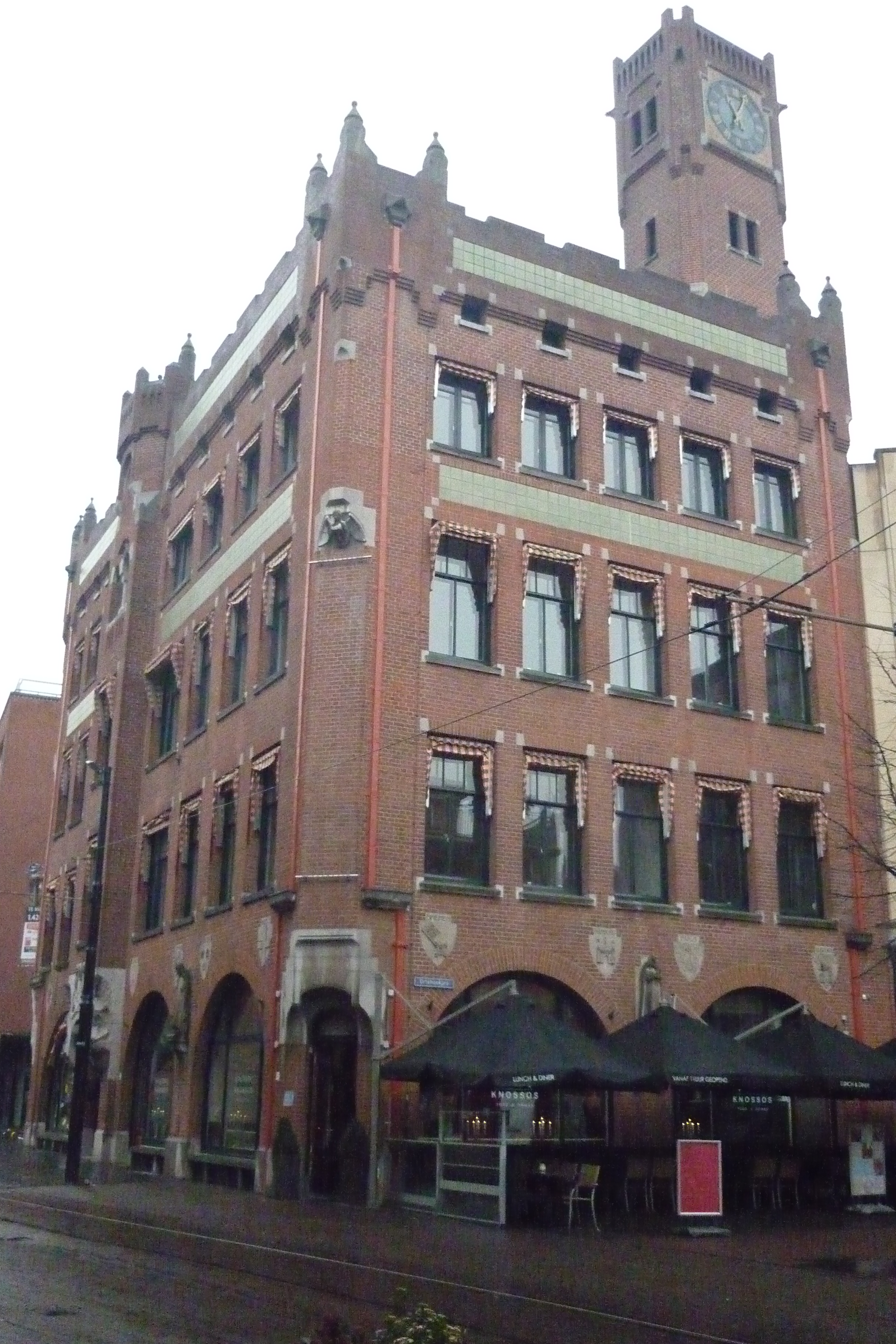
Kerkplein 1

Het Kerkplein in Den Haag is een van de oudste pleinen van Den Haag.
Het plein ligt aan de noordkant van de Grote Kerk. In het verleden was hier het kerkhof. Aan de centrumkant wordt het plein begrensd door het oude stadhuis van Den Haag en aan de andere kant door de Torenstraat. Tegenover de zijkant van de kerk staan twee grote gebouwen.
Het Kerkplein was niet altijd autoluw en voorzien van 'bijpassende bestrating'. Decennialang waren de straten hier en in de omgeving geasfalteerd en mocht het autoverkeer bijna overal parkeren en rijden. Voor restaurant  't Gouden Hooft lag zelfs ooit een dubbel zebrapad met verkeerslichten.

## Gebouwen
Er zijn slechts zes huisnummers, die beginnen bij het stadhuis en eindigen bij de Torenstraat.

### Nummer 1, 2 en 3
Het enige oude gebouw is Kerkplein 1-3. Het gebouw werd in opdracht van C.M. Henny in 1895 gebouwd door H.P. Berlage als hoofdkantoor van De Nederlanden van 1845, tegenwoordig bekend als de Nationale-Nederlanden.

#### De buitenkant
Op zijn eerste ontwerp had Berlage voor de begane grond een open galerij getekend, van de stoep gescheiden door grote arcades, maar die zijn tijdens de bouw met ramen dichtgemaakt. Het gebouw was bij de bouw L-vormig, de lange kant was aan de Prinsestraat en de korte kant met de hoofdingang aan het Kerkplein. De korte kant van het gebouw was toen ook iets smaller, de voordeur zat in het midden.
Om de gelakte houten voordeur zijn interessante details aangebracht. De stenen ombouw heeft een paardenkop en een stierenkop die symbool zijn voor de achtergrond van het bedrijf. Rechts is bovendien het wapen van Zutphen aangebracht (een lopende leeuw), omdat het bedrijf daar door Henny is opgericht. Verder zijn er een uil en een vleermuis aangebracht, die ook herhaaldelijk in het gebouw te zien zijn.
Boven de begane grond wordt de gevel gesierd door zestien schilden waarop de naam en het wapen staan van steden of landen waarmee zaken werd gedaan, van links naar rechts: Antwerpen, Chili, Havana, Bambay, Calcutta, Transvaal, Noorwegen, W. Indië, O. Indië, Denemarken, Zweden, Marseille, Bremen, Hamburg, Parijs en Bordeaux.

#### Uitbreiding
In 1901 en in 1906 kreeg Berlage de opdracht het kantoor uit te breiden. Het gebouw werd toen breder gemaakt, er kwam een hele verdieping op en uit die tijd stamt de huidige toren. Het trappenhuis en het houtsnijwerk is van de hand van Lambertus Zijl. 
 De oude naam stond nog lang met geglazuurde tegels vermeld op de gevel. Deze zijn vervangen door effen tegels. Aan de zijkant van het gebouw is een plein met de naam Driehoekjes. Toen het gebouw voor de verzekeringsmaatschappij te klein werd, bouwde Berlage op verzoek van directeur Carel Henny een nieuw kantoor aan de Groenhovenstraat, op de hoek van de Raamweg. Het werd in 1927 geopend. 
In Amsterdam was het hoofdkantoor van De Nederlanden aan het Muntplein.

#### Het interieur

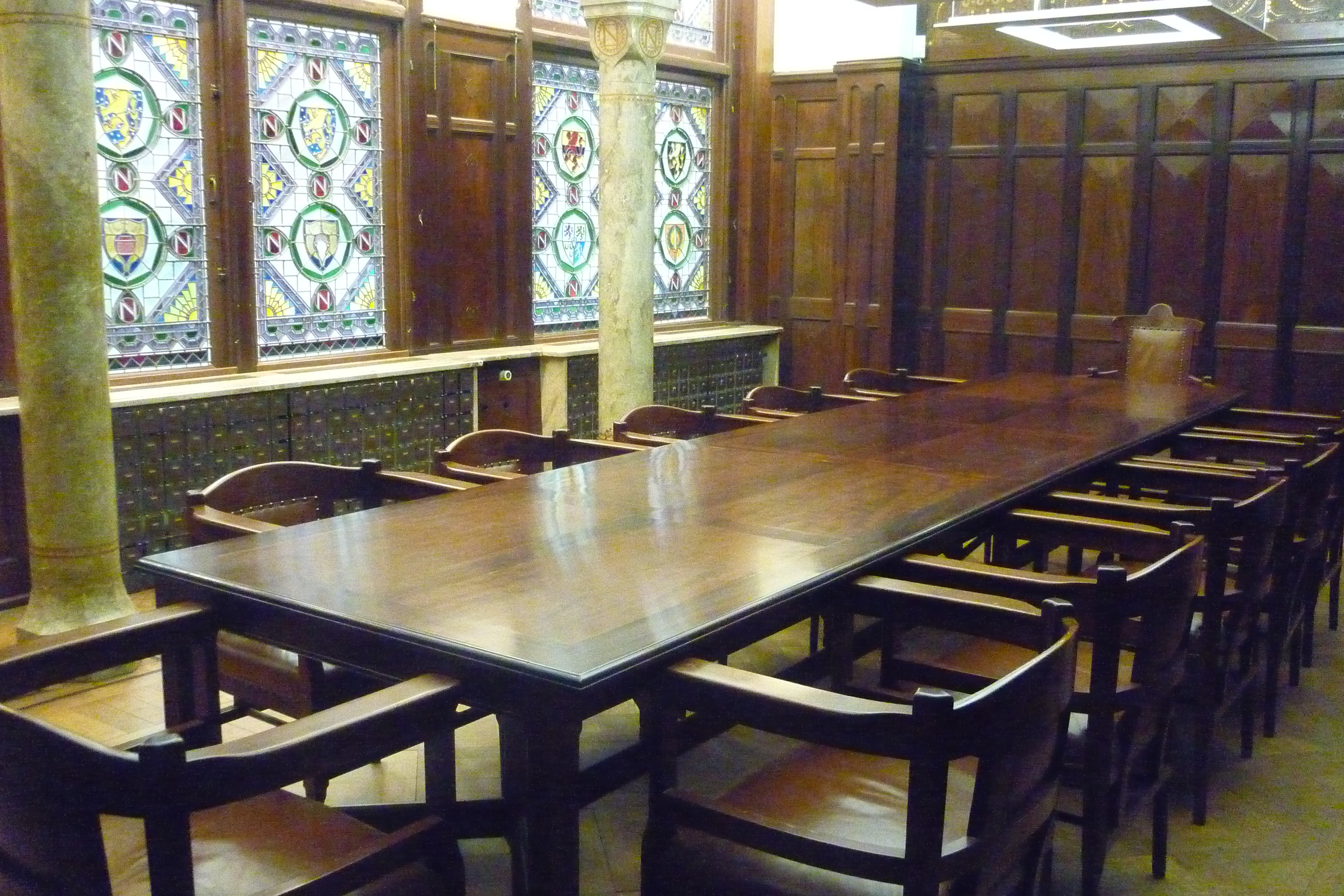
Vergaderzaal

Achter de voordeur van nummer 3 is een ruim stenen trappenhuis naar de kantoren die boven de begane grond zijn. Het gebouw wordt in 2011 gerenoveerd. 
Nog steeds bestaat de sobere kamer van directeur Henny, inclusief betimmering waarin ook weer bovengenoemde vestigingen zijn vermeld, nu met jaartallen erachter. Bovendien zijn er wat nieuwe contacten bijgekomen zoals Seattle 1889, Melbourne 1897, Hoboken 1900, Ottawa 1900 en Baltimore 1904, San Francisco 1906. De kamer ligt op de hoek van het Kerkplein en de Prinsestraat. 
De vergaderzaal is rijkelijk versierd en heeft nog de oorspronkelijke vergadertafel en stoelen. De gebrandschilderde ramen tonen de provinciewapens maar ook symbolen van leven en door. Ook de ombouw van radiatoren werden door Berlage ontworpen. Boven de betimmering is leren behang aangebracht. De zaal heeft een eigen toilet voor de bestuursleden.
Tegenwoordig is op nummer 1 en 2 een Grieks restaurant gevestigd en aan de kant van de Prinsestraat Berlage Kantoor & Kado.

### Nummer 4,5 en 6
Tussen de Prinsestraat en de Torenstraat staat een gebouw dat in fasen werd gebouwd. Men begon in 1935 met het grote postkantoor op de hoek van de Torenstraat. Rond 1995 werd dit deel gerenoveerd en deels afgebroken. Er kwam een nieuw en veel kleiner postkantoor en in de rest van het gebouw kwamen 97 appartementen. 
 In het lokettenhal van het oude postkantoor hing de grootste Metamorfose die M.C. Escher ooit maakte. Het was 42 meter lang en kon niet in het nieuwe postkantoor geplaatst worden. Deze Metamorfose werd gemaakt in 1968 en is nu te zien op Schiphol.
De tweede fase was een uitbreiding richting de erachter liggende Nobelstraat, de derde fase betrof de sloop van het gebouw tussen de Prinsestraat en het postkantoor (nu nr 6). Dit was gebouwd door rijksbouwmeester Gijsbert Friedhoff (1892-1970). De glas-in-loodramen van Dick Broos en het beeld van Hildo Krop bleven bewaard. De nieuwbouw heeft ook appartementen. Onderin zijn twee winkels (nr. 4 en nr. 5). Het gehele complex heet nu Hof ter Hage.

## Monument
Op de muur van de Grote Kerk is een plaquette aangebracht waar jaarlijks op 8 mei de bevrijding van 1945 door de Prinses Irene Brigade wordt herdacht. Om de vijf jaar is Prinses Irene hierbij aanwezig. 

## Tramlijnen
Vanaf 1880 reed er een paardentram vanaf de Groenmarkt "linksom" het oude stadhuis over het Kerkplein en daarna door de Prinsestraat. In 1906 werd dit een elektrische lijn. Er was op de hoek Groenmarkt / oude stadhuis zelfs een spoor-driehoek (in 1892-1895). In 1909 verviel deze route en werd het oude stadhuis voortaan rechts gepasseerd. In 1928 vervalt de route via de Prinsestraat. In de periode 1926-1928 kwam er een keerlus om de Grote kerk, die nog steeds bestaat. Eerst diende die voor lijn 20. Die werd in 1948 vernummerd in lijn 2, die tot in 1963 reed. Tegenwoordig is het geen regulier eindpunt meer, maar de keerlus dient soms wel als eindpunt voor een tijdelijke tramlijn. Om vanaf het Buitenhof dit spoor als eindpunt/rustpunt te gebruiken, is het noodzakelijk om twee keer een rondje om de kerk te rijden. Tramlijn 3 bleef wel nog decennia over het Kerkplein rijden, zoals nu lijn 17 nog doet. Lijn 16 heeft er ook gereden.

## Trivia
- In de Archipelbuurt in Den Haag is de Kerkstraat, in 1865 vernoemd naar de Willemskerk in de Nassaulaan. Daarvoor heette de straat de Schelpenlaan. Het straatje loopt van de Frederikstraat (waar de Frederikskazerne was) naar de Schelpkade, die achter de Willemskerk is.